# 井関佳子
井関 佳子（いせき よしこ、1970年1月19日 - ）は、日本の声優、歌手、女優。神奈川県出身。早稲田大学第二文学部演劇専修卒業。事務所には所属せず、フリーで活動している。
ミュージカルの演出なども手がけており、また「ねこマジ」という音楽ユニットを組んで、ボーカルを務めている。

## 主な出演作品

### テレビアニメ
- ヴァンパイア騎士 Guilty（幹部の老女）
- エリアス ちいさなレスキューせん（ルード）
- capeta（サトル、太郎）
- ケロケロちゃいむ（フリジッタ）
- ジパング（桃井佐知子[2]）
- 人造昆虫カブトボーグ V×V（マダム・ジェニファー[3]、オバサンボーガー、原始人妻）
- ハングリーハート WILD STRIKER（大森福子[4]）
- HUNTER×HUNTER（第1作）（パクノダ）
- バンパイヤン・キッズ（キンジ）
- ビックリマン2000（主婦）
- ふたつのスピカ（主婦A、男の子A）
- 満月をさがして（サリー）
- 僕等がいた（有里の母）
- ボンバーマンジェッターズ（バーToukoのママ、ミキちゃん、キャットリンリンボンバー、リンゴ）
- 蟲師（女、虹郎の母、島の女、村人）
  - 蟲師 続章（テルの伯母）
- メダロット（カガミヤマ[5]）
  - メダロット魂（カガミヤマ[6]、少年B、小学生、ユウヅルの母、小学生B）
- 遊☆戯☆王デュエルモンスターズ（御伽ガールズ3）
- 妖怪人間ベム（第2作）（妻）

### OVA
- デトロイト・メタル・シティ（根岸啓子、ナレーション）
- HUNTER×HUNTER ORIGINAL VIDEO ANIMATION（パクノダ）
- ヨコハマ買い出し紀行 -Quiet Country Cafe-（おばさん）

### 劇場アニメ
- ピアノの森（先生[7]）

### ゲーム
- 逆転裁判シリーズ プロモーション映像（大場カオル）
- メダロットシリーズ（カガミヤマ）
  - メダロット4
  - メダロットBRAVE

### ドラマCD
- 逆転検事2 〜宇宙からの逆転!?〜（大場カオル）
- ドラマCD ボーグル（笹野初音）

### ラジオCD
- ハンター×ハンターR ラジオVol.8（パクノダ）

### 舞台
- ミュージカル 『美少女戦士セーラームーン』（1995年 - 1996年、サンシャイン劇場 他）  -  ジルコニア 役

## 脚本
- 『ミュージカル「黒執事」-地に燃えるリコリス-』

## 演出
- 舞台『合唱ブラボー』
- 『ミュージカル・テニスの王子様2ndシーズン』

## 演出助手
- 『ミュージカル HUNTER×HUNTER』
- 『ミュージカル・テニスの王子様』
- 『ROCK MUSICAL BLEACH』
- 『マクロス ザ・ミュージカルチャー』

## ディスコグラフィ

### ねこマジ
- 『ピッカリンは今日も行く』（1999年発売）
- 『ハモんなこらっ』（2001年発売）
- 『あの女がやってきた／じゅげむ』（2004年5月発売）
- 『私はエレガ』（2005年4月）
- 『Precious』並木のり子&ねこマジ（2005年4月発売）
- 『ねこマジ』（2005年12月21日発売）